# 情報ミックスバラエティ パズル
『情報ミックスバラエティ パズル』（じょうほうミックスバラエティ パズル）は文化放送で2016年9月27日から2017年3月24日まで放送された情報番組である。放送時間は毎週火曜 - 金曜 17:50 - 21:00。

## 概要
2015年度のナイターオフに、スポーツニュース番組の『SET UP!!』と音楽番組の『ココロのオンガク 〜music for you〜』それに、19時台の日替わり番組と『オトナカレッジ』（20時台）を編成していたが、2016年度をもって、これらの放送枠を統合かつ日替わり番組枠を21時台に移行した上で、新しい情報ワイド番組として再出発。
この枠での番組では2012年度のナイターオフに放送されていた『田辺晋太郎 あなたへバトンタッチ』以来4年ぶりとなる。
なお、前番組『オトナカレッジ』同様に、月1回程度『田原総一朗 オフレコ!』の放送に充てる日がある（『パズルスペシャル 田原総一朗 オフレコ!』として放送）。この場合、19・20時台が『オフレコ』に充てられ、18時台は本編の短縮版である『パズル アネックス』として放送されるが、曜日パーソナリティならびにコメンテーターは出演せず、文化放送のアナウンサーが日替わりで担当する。

## 出演者

### パーソナリティ
- 火曜：赤平大
- 水曜：スパローズ（森田悟・大和一孝）
- 木曜：八木ひとみ
- 金曜：川瀬良子

### コメンテーター
主に19時台に出演する。
- 火曜：伊藤聡子
- 水曜：森井じゅん（公認会計士・税理士・ファイナンシャルプランナー）
- 木曜：矢嶋康次（ニッセイ基礎研究所経済研究部チーフエコノミスト）
- 金曜：木暮太一

この他、18時台は文化放送のスポーツアナウンサーが日替わりで「ライオンズエクスプレス」や「箱根駅伝への道」を担当。20時台は日替わりでゲストを迎えて放送する（前番組『オトナカレッジ』のコメンテーター経験者が出演することもある）。

## タイムテーブル
（参考：コーナー紹介）
- 17:50：オープニング
- 17:56：交通情報
- 18:00：NEWS PIECE〜What about TODAY

当日のニュースをショートニュース形式で紹介した後、パーソナリティがニュースにコメントする。
- 18:15：ライオンズエキスプレス
- 18:25：天気予報・交通情報
- 18:30：メッセージPIECE[1]
- 18:40：インフォメーションPIECE
- 18:45：ココロのオンガク 〜music for you〜

タイムテーブル上では、この間当番組としては中断扱いとなる。
- 19:00：NEWS PIECE〜TODAY'S CHOICE

コメンテーターのニュース解説とコメンテーターが語る「ニュースなコラム」。
- 19:30：天気予報・交通情報
- 19:35：（火）ご存じですか?身近な病気／（水）メッセージPIECE／（木）足立梨花 アクアリウムで恋をして（アシスタント：西川文野）[2]／（金）千原せいじ、住みます芸人の東北6県入魂!（アシスタント：西川文野）
- 19:50：ニュース・天気予報・交通情報
- 20:00：エンタメ PIECE

エンタテインメント関係のゲストを迎え、その世界の魅力を聴いていく。
- 20:30：天気予報・交通情報
- 20:35：メッセージPIECE
- 20:50：ニュース・天気予報・交通情報
- 20:57：エンディング